# 雅各 (舊約聖經)

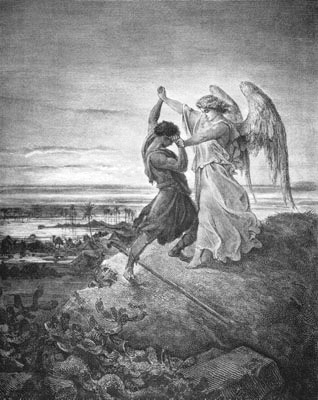
《雅各与天使摔跤》；古斯塔夫·多雷木刻畫，1855年作品

雅各（Jacob或Ya'akov），天主教翻譯為雅各伯；後来改名为以色列（יִשְׂרָאֵל：“与天使搏斗者”，Isrāʾīl），是《圣经》裡的一名族长。他的故事可見於《創世記》。名字意思為「抓住」。
他用“一碗红豆汤”買了哥哥以扫的长子名份，为舅舅拉班劳动超過二十年，以换取兩位妻子利亞和拉结及大批牲畜。在他与神摔跤後，被改名为以色列（《创世記》32:23-30），他是以色列人的祖先。

## 生平
雅各可能在庇耳拉海莱出生。以撒和利百加结婚20年后生下了孪生兄弟以扫和雅各，那时以撒已经60岁（創世記》25:26）。利百加怀孕的时候，孩子们在她里面彼此相争，她就去求问耶和华。（《创世纪》25:22）。耶和华对她说：「两国在你腹中，两族要从你身内分出。这族必强于那族，将来大的要服事小的。」长子以扫更得父亲以撒的欢心，因为常吃他的野味；次子雅各为人安静，常在帐棚里，更受母亲利百加的偏爱。 

### 长子名分祝福
以扫长大后成了猎人，一天他打猎回来，累昏了。向雅各要红豆汤喝。雅各要以扫把长子的名分卖给他；以扫说，我现在快死了，这长子的名分对我有什么用？于是起誓，把长子的名分卖给雅各。以扫就这样轻看了他长子的名分。
长子名分包括：在家中尊荣和权力居首（《创世記49:3），得双份的产业（《申命记》21:17），分别为圣归给上帝（《民数记》8:17-19）。
以撒年老，眼睛昏花，不能看见，叫以扫往田野去打些野味来，照我所爱的作成美味给他吃，使我在未死之前给以扫祝福。利百加听见，让雅各伪装成以扫，拿两只山羊羔作成美味给以撒吃，抢得父亲的祝福。又用山羊羔皮，包在手上、和颈项的光滑处；以撒摸着他，说，声音是雅各的声音，手却是以扫的手（以掃的身體強壯而多毛）。以撒就给雅各祝福；以扫回来，怨恨雅各，准备杀雅各。

### 拉班和拉结
利百加听到以扫准备杀雅各，让雅各逃到哈兰舅舅拉班那里，直等以扫的忿怒转消。在路上，雅各梦见一个通天的梯子，和耶和华的祝福。他在一口井旁遇见拉班的小女儿拉结。雅各为娶拉结服侍了拉班七年；他因为深爱拉结，就看这七年如同几天。但日期已满的时候，拉班却用大女儿利亚代替，理由是大女儿未嫁。早晨起床后雅各发现受骗，拉班说那里没有小女儿先出嫁的规矩。要求雅各为拉结再服侍他七年。雅各就照办了。
雅各爱拉结胜过爱利亚，上帝却让利亚生了许多孩子：流便、西缅、利未和犹大。拉结见自己没有给雅各生孩子，就嫉妒她姐姐，把她的使女辟拉给丈夫为妾，辟拉就怀孕，给雅各生了两个儿子：但和拿弗他利。利亚见自己停了生育，也把她的使女悉帕给雅各为妾。悉帕给雅各生了迦得和亚设。利亚又怀孕，生了以萨迦和西布伦。后来又生了一个女儿，给她起名叫底拿。神记念拉结，垂听了她，使她能生育。拉结怀孕生子，起名叫约瑟。
这时，雅各要求回家，但是拉班发现因为雅各在那里带来了上帝的祝福，要求他留下，拉班答应给雅各工钱，雅各要求将来羊群中凡有点的、有斑的、黑色的，就算是他的工钱。拉班同意了，把这些羊都给了他的儿子们；又使自己和雅各相离三天的路程；雅各就牧养拉班其余的羊。雅各将树枝的皮剥成白纹，当羊群中肥壮的交配的时候，雅各就把枝子插在水槽里，正在羊群的眼前，使羊对着枝子交配。就生下有纹的、有点的、有斑的来。只是在羊群瘦弱的时候，就不插枝子。这样，瘦弱的就归拉班，肥壮的就归雅各。于是雅各极其发达，得了许多的羊群、仆人、婢女、骆驼和驴。
拉班的儿子们注意到雅各夺去了他们的财富；拉班也改变了对雅各的友善态度。神警告雅各必须离开，于是雅各带着妻儿和财宝逃跑。
拉班追赶雅各七天，就在他要赶上的前夜，神在梦中向他说话：「你要小心，不可与雅各说好说歹。」（《创世纪》31:24）
拉班在基列山追上了雅各，责备雅各不辞而別，拐走了女儿们；又偷了神像。最后二人立约，拉班回家雅各继续上路。

### 回到神所应许之地
「雅各在路上遇见天使」，也许是因为神为了纪念他在20年坚定信仰神来远离邪恶的行为。他给那个地方起名叫做玛哈念，就是“二军兵”的意思。很可能这就是指他和天使。在这里他看见天使，之前他已经梦见过天使「在通天的梯子上下」（28:12，详情见雅各的天梯）。
当他靠近应许之地，雅各打发报信的人先去见他哥哥以扫。以扫正带着四百人迎着雅各而来。雅各就甚惧怕愁烦。他觉得现在只有依靠神了，于是迫切的祷告，然后送了一份厚礼给以扫。
雅各将他的全家送过了雅博渡口，只剩下他自己一人，有一個人竟然出現，並與雅各角力，直到黎明。那人见自己胜不过他，就摸了雅各的大腿一把；雅各的大腿就扭傷。那人要走，雅各说：「你若不给我祝福，我就不让你走。」那人给他改名为以色列。雅各给那地方起名叫毗努伊勒，因为他面对面看见了神，性命仍得保全。
雅各与神摔角以后，以扫来了。他让他的妻子和儿子们在后面，他最爱的拉结和约瑟在最后面。他自己在他们前头过去，一连七次俯伏在地，直到就近他哥哥。（《创世纪》33:3）以扫跑来迎接他，但雅各拒绝了以扫的邀请。不久，以扫将全家搬到应许之地南面很远的地方。雅各定居在疏割一段时间，在去以法他（伯利恒的迦南名字）的路上，拉结因生小儿子便雅悯难产而死（35:16–20），便雅悯比约瑟小6岁。
雅各在示剑支搭帐棚，（33:18）；但神指引雅各上伯特利去，在那里筑坛献祭给神（35:6,7），神就向他显现，正式改名为以色列，并重立亚当与夏娃， 挪亞和亚伯拉罕的约。
神在伯特利向他显现以后——全家在那里一同见证——雅各来到幔利，他父亲以撒那里。

### 找回约瑟
以撒在祝福過雅各、叫他前往哈蘭去娶妻之後，以180岁離世。當時，約瑟已經從埃及的监狱里释放，並成為埃及的主要官員。这意味以撒去世时雅各和他全家已经回到应许之地。以扫和雅各把父亲和亚伯拉罕，撒拉和利百加葬在一起（35:27-29）。
很久以前，雅各因为失去爱子约瑟（被嫉妒的哥哥们出卖）悲哀了许多日子。（37章）《创世纪》的剩余部分继续这个家庭的故事，由于下埃及去买粮食 （创世纪第42章），找到了失落多年的约瑟，于是雅各全家七十人都下到埃及。（《出埃及记》1:5；《申命记）10:22），住在歌珊地。
以色列临终前，眼睛昏花，不能看见；给约瑟的两个儿子祝福。约瑟使以法莲对着以色列的左手；玛拿西对着以色列的右手。「但以色列伸出右手来，按在以法莲的头上（以法莲乃是次子），又剪搭过左手来，按在玛拿西的头上（玛拿西原是长子）。虽然约瑟不喜悦，要提起他父亲的手，要从以法莲的头上挪到玛拿西的头上。以色列不肯，坚持立以法莲在玛拿西之前。
他又叫他的儿子们到床边，为他们祝福（49:3-27）：
- 流便，你是我的长子，是我的能力，我强壮时首生的，本当尊荣居首，权力也居首。 但你的情欲沸溢如水，你必不得居首；因为你上了你父亲的床，污秽了我的榻。
- 西缅和利未是弟兄；他们的刀剑是强暴的器械。我的魂哪，不要与他们共同商议；我的荣耀阿，不要与他们联合聚集；因为他们趁怒杀害人命，任意砍断牛腿大筋。他们的怒气暴烈可咒，他们的忿恨残忍可诅；我必使他们分居在雅各家，散住在以色列地。
- 犹大阿，你弟兄们必赞美你；你手必掐住仇敌的颈项；你父亲的儿子们必向你下拜。犹大是个小狮子；我儿阿，你抓了食便上山去。他蹲伏如公狮，又如母狮，谁敢惹他？权杖必不离犹大，王杖必不离他两脚之间，直到细罗来到，万民都必归顺。犹大把小驴拴在葡萄树上，把驴驹拴在美好的葡萄树上。他在葡萄酒中洗了衣服，在葡萄汁中洗了袍褂。他的眼睛因酒红润；他的牙齿因奶白亮。
- 以萨迦是个强壮的驴，卧在羊圈之间。他看安息之处为佳，看那地为美，便低肩背重，成为服苦的仆人。
- 西布伦必住在海边，必成为停船的海口；他的境界必延到西顿。
- 但必判断他的民，作以色列支派之一。但必作道上的蛇，路中的虺，咬伤马蹄，使骑马的向后坠落。耶和华阿，我向来等候你的救恩。
- 迦得必被追击者追击，他却要追击他们的脚跟。
- 亚设的食物丰美，他必出君王的美味。
- 拿弗他利是被释放的母鹿，他出嘉美的言语。
- 约瑟是多结果子的树枝，是泉旁多结果子的枝子；他的枝条探出墙外。弓箭手将他苦害，向他射箭，逼迫他。但他的弓仍旧坚硬，他的手臂健壮敏捷；这是因雅各之大能者的手，那里有以色列的牧者，以色列的石头。你父亲的神必帮助你；那全足者必将天上所有的福，地下深渊所藏的福，以及生产乳养的福，都赐给你。你父亲所祝的福，胜过我祖先所祝的福，直达到永世山岭的至极边界；这些福必降在约瑟的头上，临到那与他弟兄迥别之人的头顶。
- 便雅悯是个撕掠的狼，早晨吃他所掠夺的，晚上分他所掳获的。

「雅各嘱咐众子完毕，就把脚收在床上，气绝而死，归到他本民那里去了。」（49:33）雅各平生的年日是一百四十七岁。（《创世纪》47:28）
這時约瑟已56歲，那與雅各同到埃及的、除了他兒婦之外、凡從他所生的、共有六十六人(46:26)。還有约瑟在埃及所生的兩個兒子．雅各家來到埃及的共有七十人(46:27)。
约瑟見埃及王法老的時候、年三十歲(41:46)；過了七個豐年和兩個荒年後(41:53-54, 45:6)，在他39歲時得與父親雅各重聚，當時雅各已130歲(47:9)。這意味到雅各是在91歲時生约瑟的；這時，雅各已服侍了他的母舅拉班14年而工價只有他的兩個女兒利亞和拉結；雅各本想回父家但被拉班挽留並願意給他羊群作工價(30:25-34)。雅各便再服侍了拉班6年，在他97歲時，因見拉班的氣色向他不如從前，便背著亞蘭人拉班偷走了、並不告訴他(31:2,20,41)。所以，雅各是在他77歲的那年去找他的母舅拉班的，並在84歲的那年娶他的兩個女兒利亞和拉結(29:18-28)，已經不年輕了。

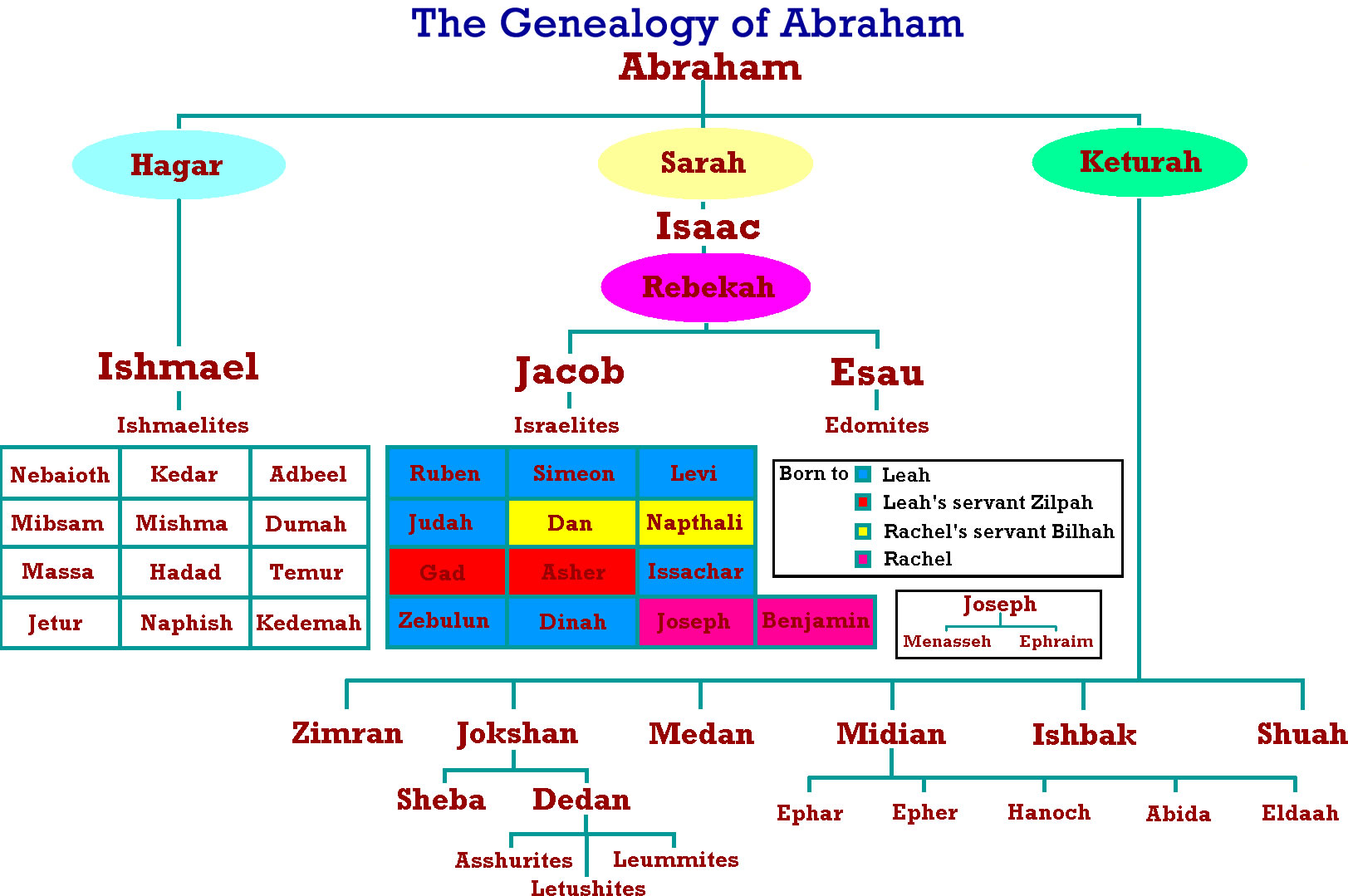
亚伯拉罕家系图

雅各的尸体运回迦南，和利亚葬在麦比拉洞。

## 雅各的十二个儿子
雅各和第一个妻子利亚生流便，西缅，利未，猶大，以萨迦，西布伦，和唯一的女儿底拿。
和拉结的使女辟拉生但和拿弗他利。
和利亚的使女悉帕生迦得和亚设。
最后，和他宠爱的妻子拉结生约瑟和便雅悯。
这就是以色列十二支派。但利未支派是祭司，没有分土地。十二支派里也没有约瑟支派，而是以约瑟和埃及妻子生的两个儿子以法莲和玛拿西代替，这样，约瑟就按照应许得到了双份的土地。
| 雅各和各个妻妾所生的子女及出生次序 |                    |                    |                    |                    |                    |                    |                    |                    |                    |            |               |           |           |             |              |              |
| 利亚                               | 利亚               | 利亚               | 利亚               | 利亚               | 利亚               | 利亚               | 利亚               | 利亚               | 利亚               | 流便（1）  | 西缅（2）     | 利未（3） | 犹大（4） | 以萨迦（9） | 西布伦（10） | 底拿（女儿） |
| 拉结                               | 拉结               | 拉结               | 拉结               | 拉结               | 拉结               | 拉结               | 拉结               | 拉结               | 拉结               | 约瑟（11） | 便雅悯（12）  |           |           |             |              |              |
| 辟拉（拉结的侍女）                 | 辟拉（拉结的侍女） | 辟拉（拉结的侍女） | 辟拉（拉结的侍女） | 辟拉（拉结的侍女） | 辟拉（拉结的侍女） | 辟拉（拉结的侍女） | 辟拉（拉结的侍女） | 辟拉（拉结的侍女） | 辟拉（拉结的侍女） | 但（5）    | 拿弗他利（6） |           |           |             |              |              |
| 悉帕（利亚的侍女）                 | 悉帕（利亚的侍女） | 悉帕（利亚的侍女） | 悉帕（利亚的侍女） | 悉帕（利亚的侍女） | 悉帕（利亚的侍女） | 悉帕（利亚的侍女） | 悉帕（利亚的侍女） | 悉帕（利亚的侍女） | 悉帕（利亚的侍女） | 迦得（7）  | 亚设（8）     |           |           |             |              |              |